# Placówka Straży Granicznej w Katowicach-Pyrzowicach
Placówka Straży Granicznej w Katowicach-Pyrzowicach – graniczna jednostka organizacyjna Straży Granicznej realizująca zadania w ochronie granicy państwowej na zewnętrznej granicy Unii Europejskiej oraz kontroli bezpieczeństwa w komunikacji lotniczej, na terenie Międzynarodowego Portu Lotniczego Katowice w Pyrzowicach.

## Formowanie i zmiany organizacyjne
Placówka Straży Granicznej w Katowicach-Pyrzowicach (PSG w Katowicach-Pyrzowicach), powstała 24 sierpnia 2005 w strukturach Śląskiego Oddziału Straży Granicznej, w Raciborzu, z przemianowania Granicznej Placówki Kontrolnej Straży Granicznej w Katowicach-Pyrzowicach (GPK SG w Katowicach-Pyrzowicach). Znacznie rozszerzono także uprawnienia komendantów, m.in. w zakresie działań podejmowanych wobec cudzoziemców przebywających na terytorium RP.
Od 30 marca 2008, kiedy to na granicach lotniczych wprowadzono do praktycznej realizacji zasady Schengen. Funkcjonariusze Straży Granicznej zaprzestali prowadzenia odprawy granicznej osób korzystających z komunikacji lotniczej w obrębie strefy Schengen. Funkcjonariusze w dalszym ciągu prowadzą kontrolę graniczną pasażerów lecących poza obszar Schengen oraz wykonują kontrolę bezpieczeństwa w komunikacji lotniczej, w lotniczym przejściu granicznym Katowice-Pyrzowice.
W związku ze zmianami organizacyjnymi w Straży Granicznej, 1 lipca 2013 PSG w Katowicach-Pyrzowicach weszła w struktury organizacyjne Śląsko-Małopolskiego Oddziału Straży Granicznej w Raciborzu i tak funkcjonowała do 31 sierpnia 2016, kiedy to 1 września 2016, weszła ponownie w podporządkowanie Śląskiego Oddziału Straży Granicznej.
PSG w Katowicach-Pyrzowicach w swoich strukturach miała Grupę Zamiejscową w Częstochowie, mającą swoją siedzibę przy ul. Jana III Sobieskiego 7, która funkcjonowała do 30 września 2023 i na bazie której 1 października 2023 została utworzona Placówka Straży Granicznej w Częstochowie.

## Ochrona granicy
Stan z 1 lipca 2025

### Podległe przejście graniczne
- Katowice-Pyrzowice (lotnicze)[8].

### Zasięg terytorialny
Od 1 października 2023 obszar działania Placówki Straży Granicznej w Katowicach-Pyrzowicach obejmuje:
- Międzynarodowy Port Lotniczy Katowice im. Wojciecha Korfantego w Pyrzowicach.

Od 1 września 2021 obszar działania Placówki Straży Granicznej w Katowicach-Pyrzowicach obejmował:
- przejście graniczne Katowice-Pyrzowice.

Poza strefą nadgraniczną:
- miasto: Częstochowa
- powiaty: częstochowski, kłobucki, lubliniecki, myszkowski, tarnogórski.

Od 12 stycznia 2018 Placówka SG w Katowicach-Pyrzowicach powiększyła swój zasięg o cztery miasta na prawach powiatu: Bytom, Piekary Śląskie, Siemianowice Śląskie, Sosnowiec.
Obszar działania Placówki Straży Granicznej w Katowicach-Pyrzowicach obejmował:
- przejście graniczne Katowice-Pyrzowice[12].

Poza strefą nadgraniczną:
- miasta: Częstochowa, Dąbrowa Górnicza
- powiaty: będziński, częstochowski, kłobucki, lubliniecki, myszkowski, tarnogórski, zawierciański[3].

W zakresie odprawy granicznej na lotniskach, PSG w Katowicach-Pyrzowicach obejmuje: Województwo śląskie i Województwo opolskie.

### Zadania SG na lotnisku w Pyrzowicach
Stan z 16 października 2008
- Ochrona granicy państwowej
- Organizowanie i dokonywanie kontroli ruchu granicznego
- Zapewnienie bezpieczeństwa w komunikacji międzynarodowej i porządku publicznego w zasięgu terytorialnym przejścia granicznego, a w zakresie właściwości Straży Granicznej:
  - Kontrola pirotechniczna i bezpieczeństwa przesyłek.
  - Wydawanie zezwoleń na przekraczanie granicy państwowej, w tym wiz
  - Rozpoznawanie, zapobieganie i wykrywanie przestępstw i wykroczeń oraz ściganie ich sprawców, w zakresie właściwości Straży Granicznej
  - Gromadzenie i przetwarzanie informacji z zakresu ochrony granicy państwowej i kontroli ruchu granicznego oraz udostępnianie ich właściwym organom państwowym
  - Zapobieganie transportowaniu bez zezwolenia wymaganego w myśl odrębnych przepisów, przez granicę państwową odpadów, szkodliwych substancji chemicznych oraz materiałów jądrowych i promieniotwórczych,
  - Zapobieganie przemieszczaniu bez zezwolenia wymaganego w myśl odrębnych przepisów przez granicę państwową środków odurzających i substancji psychotropowych oraz broni, amunicji i materiałów wybuchowych
  - Wykonywanie zadań określonych w innych ustawach (o cudzoziemcach, o ochronie dóbr kultury, prawo dewizowe).

## Wydarzenia
- 2025 – 17 marca doszło do postrzelenia się z własnej broni służbowej 27-letniej funkcjonariuszki Straży Granicznej w jednym z pomieszczeń służbowych Straży Granicznej na terenie lotniska Katowice-Pyrzowice. W chwili jej znalezienia kobieta jeszcze żyła. Na miejscu zdarzenia lądował śmigłowiec Lotniczego Pogotowia Ratunkowego. Mimo prób reanimacji kobieta zmarła. Został wykluczony udział osób trzecich[14].

## Komendanci placówki
- por. SG Mariusz Kowalski (1.05.2006–15.01.2008)
- ppłk SG Artur Gała[15] (był 15.10.2008[13]–5.02.2015)
- mjr SG/ppłk SG Czesław Konieczny[16] (6.02.2015[17]–14.06.2018)
- ppłk SG Jarosław Szymanek (15.06.2018[18]–2.02.2020)[b]
- kpt. SG/mjr SG Radosław Stryjski (3.02.2020[19]–8.01.2023)[20]
- mjr SG Łukasz Dziadkowiec (8.01.2023[20]–18.02.2024)[c][21]
- mjr SG/ppłk SG Łukasz Nowara (19.02.2024[d][21]–obecnie).